# Bettina Nunner-Krautgasser
Bettina Nunner-Krautgasser (* 7. September 1968 in Graz) ist eine österreichische Rechtswissenschaftlerin und Universitätsprofessorin am Institut für Zivilverfahrensrecht und Insolvenzrecht der Universität Graz.

## Leben
Ab 1987 absolvierte sie das Diplom- und Doktoratsstudium der Rechtswissenschaften an der Universität Graz. Nach der Habilitation 2006 (Lehrbefugnis für „Zivilgerichtliches Verfahrensrecht und Bürgerliches Recht“) ist sie seit 2010 Professorin für Zivilgerichtliches Verfahrensrecht an der Universität Graz und Leiterin des Instituts für Zivilverfahrensrecht und Insolvenzrecht. 2022 etablierte sie gemeinsam mit Gernot Murko das Forschungszentrum für Berufsrecht, das sich mit grundsätzlichen sowie aktuellen Fragen in allen Facetten des Berufs- und Standesrechts auseinandersetzt.
Ihre Forschungsschwerpunkte sind österreichisches, europäisches und internationales Zivilverfahrensrecht unter Einbindung seiner Bezüge zum Wirtschaftsrecht und zum Bürgerlichen Recht, Insolvenz- und Sanierungsrecht, Kreditsicherungsrecht, Zwangsvollstreckungsrecht, Verfahrensrechtsdogmatik sowie Rechtsfragen an der Schnittstelle von Zivilverfahrensrecht und materiellem Zivilrecht, Arbeitsrecht und Unternehmensrecht.

## Publikationen (Auswahl)
- Die Freigabe von Konkursvermögen. Grundfragen des Massebegriffes und der Haftungsordnung im Konkurs. Wien 1998, ISBN 3-7007-1286-3.
- Schuld, Vermögenshaftung und Insolvenz. Wechselwirkungen zwischen materiellem und formellem Recht und ihr Einfluss auf den Inhalt und die Durchsetzung von Rechten. Wien 2007, ISBN 3-214-18429-6.
- Insolvenzverfahren für Staaten – mögliche Wege aus der Krise. Wien 2013, ISBN 978-3-214-18427-8.
- mit Thomas Garber und Clemens Jaufer (Hrsg.): Grenzüberschreitende Insolvenzen im europäischen Binnenmarkt. Die neue EU-Insolvenzverordnung. Wien 2017, ISBN 978-3-214-01199-4.
- mit Oskar J. Ballon und Birgit Schneider: Einführung in das Zivilprozessrecht – Streitiges Verfahren. 13. Auflage. Wien 2018, ISBN 3-214-06523-8.
- mit Matthias Neumayr: Exekutionsrecht. 4. Auflage. Wien 2018, ISBN 978-3-214-08441-7.
- mit Gert-Peter Reissner (Hrsg.): Praxishandbuch Insolvenz und Arbeitsrecht. 2. Auflage. Wien 2019, ISBN 978-3-7073-3892-8.
- mit Philipp Anzenberger und Alexander Klauser (Hrsg.): Kollektiver Rechtsschutz im Europäischen Rechtsraum. Wien 2022, ISBN 978-3-7046-9011-1.
- mit Gernot Murko (Hrsg.): Anwaltliches und notarielles Berufsrecht. Wien 2022, ISBN 978-3-7046-8681-7.
- mit Kathrin Poltsch (Hrsg.): Insolvenzrecht aktuell: Reformen und Umsetzung. 1. Grazer Insolvenzrechtspraxis-Symposium – GRIPS. Wien 2023, ISBN 978-3-7046-9138-5.
- mit Gernot Murko (Hrsg.): Geldwäscheprävention. Was rechts- und wirtschaftsberatende Berufe wissen müssen. Wien 2023, ISBN 978-3-7046-9149-1.